# 台語流行音樂
臺語流行音樂（直译：「台湾闽南语流行音乐、台湾流行音乐、闽南语流行音乐」，簡稱Tai-pop或T-pop），又名臺語歌曲（直译：「台湾闽南语歌曲」）或台湾民谣（Taiwanese folk），是指出產於臺灣並使用臺灣話演唱的流行音樂類型。最早起源於日治時期，戒嚴時代曾因官方的國語政策被壓制，至1987年解嚴後開始復甦，並衍伸出多種表演型態。在臺灣發展起來的臺語歌在東南亞的马来西亚、新加坡、汶莱、菲律宾、泰国、印度尼西亚等地的華裔閩南民系族群之間也廣為流行，當地稱為福建話流行音樂（英語：或）。

## 歷史

### 1917年到1925年
当时社会要求禁唱諷刺日本人意味的台灣民謠，此舉限制當時的台灣人民唯一宣洩不滿及反映政治的管道。但在民間由最具台灣本土在地文化特色的「落地掃」漸漸演化而形成的歌仔戲表演形式，造成當代農業社會背景下，民眾利用農忙之餘從事廟會酬神戲曲文化，在市井之間風行起來，最後還將當紅劇目曲目灌錄成黑膠唱片，更造成歌仔戲在台灣社會各個階層的流行與傳唱。

### 1925年到1937年
此段是台語音樂的全盛時期，除了諷刺殖民體制的歌謠，亦有許多現今依舊令人耳熟能詳的，譬如〈望春風〉，而流行類歌曲始祖則是〈烏貓行進曲〉，但真正流行的是〈桃花泣血記〉宣傳主題曲，由阮玲玉主演的同名片在台灣上映，因為屬於無聲電影，因此需要有一首歌曲描述故事。
代表人物：純純、愛愛、林氏好

### 1937年到1945年
此時期與戒嚴時期皆使台灣話歌曲陷入黑暗。因恰逢日本大規模擴大侵華戰爭，而身為日本殖民地的台灣也徹底實施皇民化運動，所有漢語的文化被逐一禁止，因而牽制台灣人發聲的機會，也因此重重扼殺台灣話的發展空間。

### 台灣戰後初期及戒嚴時期
國民政府遷台後，為鞏固政權及防止共产党入侵，因而實施戒嚴，就連歌曲也都包括在內，因此所填的歌詞內容就低調許多，關於政治、太過悲傷、影射民生疾苦的不行，就連主題意識不明顯的也不行，使得許多經典歌曲都成當時的禁歌。在此背景下，文夏二千首歌曲中有99首被禁，為台語歌曲中被禁歌曲最多的創作人。
1976年公佈的《廣電法》中規定：「方言歌曲，電視台和廣播電台宜少播放」，媒體依此一天只能播送2首台語歌，多數詞曲創作者、唱片公司、歌星也因此失去表演機會。直到1981年以後，洪榮宏的〈一支小雨傘〉、江蕙的〈風醉雨也醉〉、李茂山的〈今夜又擱塊落雨〉等，才再度掀起風潮，而台語歌真正沉寂的時間約為1977─1981年，約有四、五年的時間。
代表人物：洪一峰、葉俊麟、許石、楊三郎、周添旺、文夏等。
| - 白櫻（施豐櫻）主唱電影主題歌曲唱片 - Suterio牌手提黑膠唱片播放機與〈七仙女〉唱片 - 麗美主唱高雄民謠唱片（收錄〈鹽埕區長〉） |

### 1987年至2010年
正式宣布解嚴，開放黨禁、報禁。因為無政治力介入創作的包袱，有更多人投入台語歌曲的創作，也是傳統社會邁入現代社會的指標。1990年，《向前走》專輯出版 掀起另一波新台語歌的風潮 此張專輯由台灣四大製作人聯手打造 在當時造成一股年輕人願意開始聽台語歌的風潮。江蕙是首位登上台北小巨蛋的台語歌手，締造全新紀錄，更是得過最多金曲獎的歌手，也是台語樂壇目前較受大眾注目的歌手之一。謝金燕於2012年5月12日成為繼江蕙之後第二位登上台北小巨蛋開唱的台語歌手。也有不少主唱華語的歌手公開演唱甚至錄製台語歌曲。近年來更有不少素人部落客，在自己的部落格上發表自己的台語歌曲創作。
1990年代後半至2000年代，台語歌曲一度消沉，主要因為當時消費大宗的年輕族群比較偏好華語歌曲或外語歌曲。1997年因亞洲金融風暴而造成東南亞市場萎縮，加上盜版問題無有效方法解決，台語歌曲就處在絕對弱勢的地位上。中國大陸閩南語市場雖仍未形成，然而隨著中國大陸開始推廣方言，2006年，海峽衛視舉辦了全球閩南語歌曲創作演唱大賽，是一個華人地區、國外閩南語歌手的國際性的歌唱比賽。2009年，上海歌手李婭莎自從在台灣參加歌唱比賽後，轉型成為台語歌手，成為第一位專攻台語市場的中國大陸歌手。另一方面，台語歌也走向多元化，具代表性的像林強、陳明章、朱約信、蕭福德、陳昇、新寶島康樂隊及謝金燕的電子舞曲和伍佰的搖滾曲風……等。

### 2010年至今
2010年代新派台語歌崛起，許多臺灣歌手憑著母語能力，在一張專輯內同時收錄華語及臺語樂曲，包括：五月天、伍佰、蕭煌奇、秀蘭瑪雅、李英宏、鄭宜農、旺福、盧廣仲、玖壹壹，再度撐起台灣流行音樂的一片天，也有別於傳統台語歌，呈現出不同的樣貌。
此外，獨立音樂在此階段成為台語流行音樂的重要組成部分，包括蘇打綠、閃靈樂團、拷秋勤、農村武裝青年、滅火器樂團、濁水溪公社、董事長樂團、茄子蛋、Random隨性樂團、美秀集團、血肉果汁機、拍謝少年、Theseus 忒修斯、島嶼都市浪漫譚、淺堤等。

## 知名台語音樂人

### 日治時期

#### 作詞家
- 葉俊麟
- 陳君玉
- 李臨秋
- 周添旺

#### 作曲家

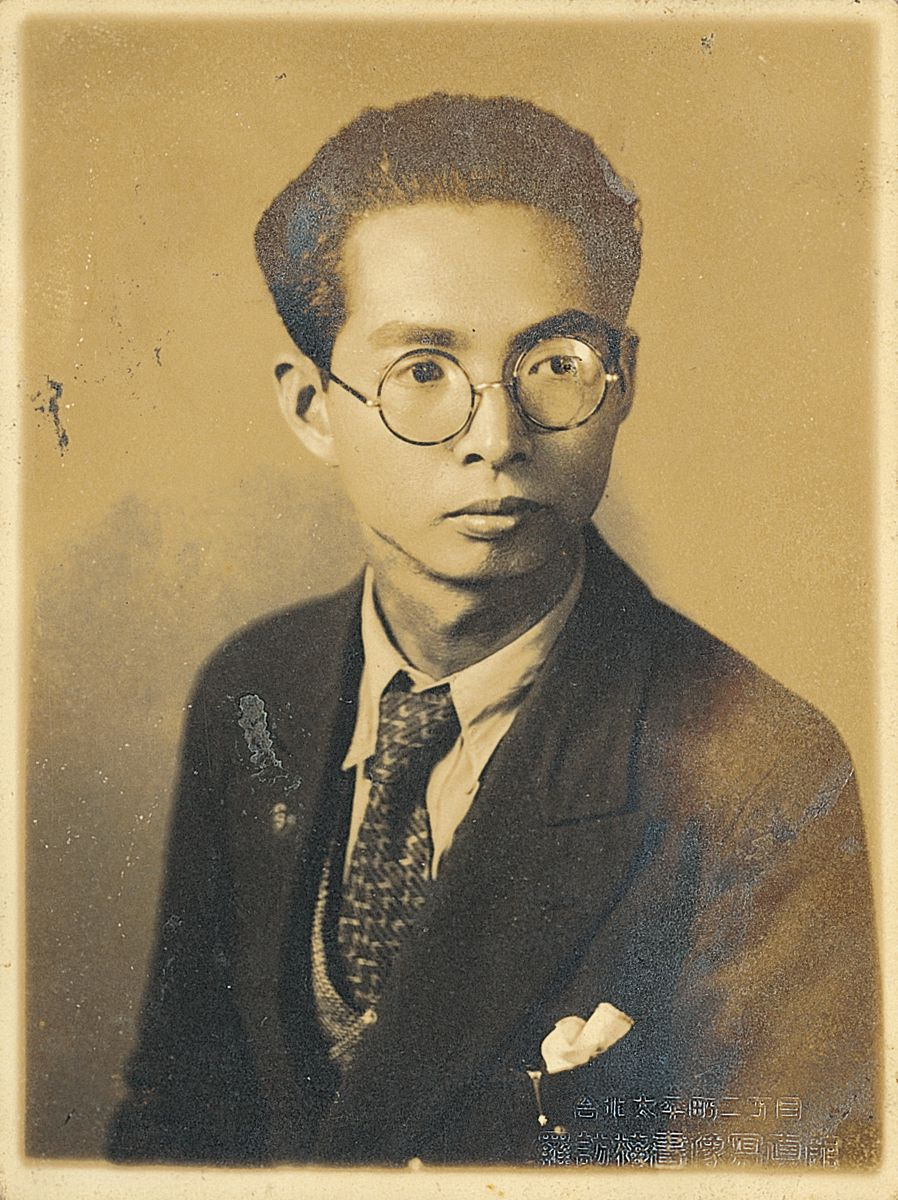
鄧雨賢

- 蘇桐
- 江中清
- 陳秋霖
- 陳水柳
- 陳達儒
- 鄧雨賢
- 王雲峰
- 姚讚福
- 許丙丁
- 呂泉生
- 吳成家
- 林清月
- 吳晉淮
- 楊三郎
- 那卡諾
- 許石
- 洪一峰
- 林清月 [5]
- 郭玉蘭，亦為歌手。作有〈南京夜曲〉
- 王福，勝利唱片文藝部部長，亦為歌手 [6][7]
- 張福興，勝利唱片文藝部部長[8]
- 郭明峰，作有〈水牛〉、〈業佃行進曲〉[9]

#### 歌手

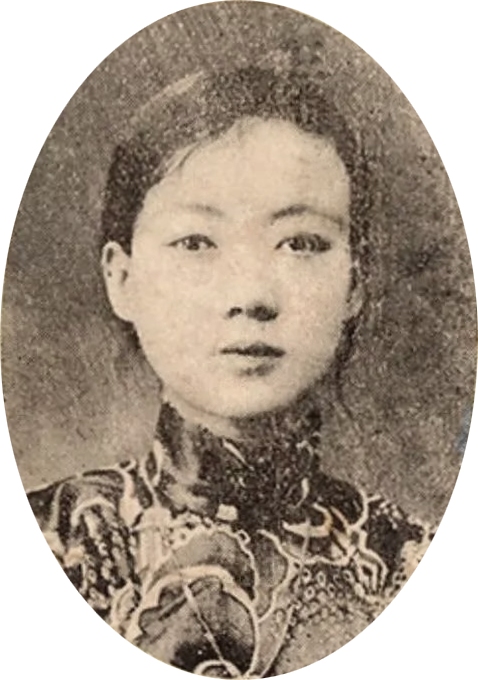
純純

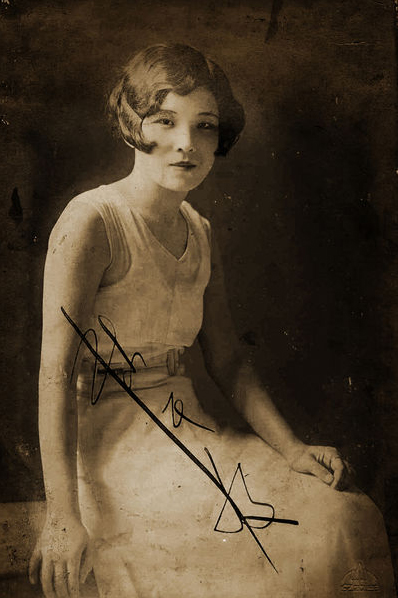
林氏好

- 秋蟾，台北藝旦，曾演唱台灣首張唱片〈烏貓行進曲〉、〈雪梅思君〉、〈可憐的秋香〉等[10]
- 雲霞，台北江山樓藝旦，曾在日本蓄音器商會旗下演唱〈九連環〉、〈嘆煙花〉[11][12][13]
- 阿快，台北大稻埕藝旦，曾在日本蓄音器商會旗下演唱〈五更相思〉[14]
- 純純（劉清香），古倫美亞唱片歌手，台北人，曾演唱〈四季紅〉、〈月夜愁〉、〈望春風〉、〈雨夜花〉、〈桃花泣血記〉等
- 愛愛（簡月娥），古倫美亞唱片歌手，台北人，曾演唱〈雪梅思君〉、〈黃昏約〉、〈滿面春風〉等
- 林氏好（又名林是好），古倫美亞唱片歌手，台南人，曾演唱〈月夜愁〉、〈紅鶯之鳴〉、〈一個紅蛋〉等
- 郭玉蘭，古倫美亞唱片歌手，新竹人，亦為作曲家
- 青春美（本名林春美）、古倫美亞唱片歌手，桃園人，太平町藝旦，曾演唱〈農村曲〉、〈人道》、〈月下愁〉、〈老青春〉等 [15]
- 豔豔，古倫美亞唱片歌手，曾與純純合唱〈四季紅〉
- 秀巒，勝利唱片歌手，曾演唱〈雙雁影〉、〈心酸酸〉、〈日日春〉、〈悲戀的酒杯〉、〈桃花鄉〉、〈天清清〉，與王福合唱〈青春嶺〉等 [6][10]
- 鶯鶯（本名陳金花），勝利唱片歌手，台北人，曾演唱〈日日春〉 [16][17]
- 幼良，揚琴藝旦，曾演唱〈雪梅思君〉[18]
- 清香，古倫美亞唱片歌手，曾演唱〈英台賞花自嘆〉[16]
- 阿椪，古倫美亞唱片歌手，台北藝旦[10]
- 罔市，古倫美亞唱片歌手，台北藝旦[10]
- 根根，勝利唱片歌手，曾演唱〈白牡丹〉[10]
- 柯明珠，勝利唱片歌手 [6][19]
- 曉鳴[20]
- 王福，勝利唱片文藝部部長，亦為作曲家[7]

- 吳成家
- 吳晉淮
- 江中清
- 洪一峰

### 戰後初期及戒嚴時期
- 鄭日清
- 郭大誠
- 洪一峰
- 文夏
- 黃三元
- 洪第七
- 葉俊麟
- 葉啟田
- 李茂山
- 洪榮宏
- 劉福助
- 黃西田
- 鄧麗君
- 鳳飛飛
- 江蕙
- 張秀卿
- 蔡秋鳳
- 龍千玉
- 陳小雲
- 紀露霞
- 良山兄
- 楊東敏，作有〈鹽埕區長〉

### 解嚴至今

#### 歌手
- 黃妃
- 余天
- 林強
- 黃乙玲
- 詹雅雯
- 陳明章
- 朱約信
- 蕭福德
- 陳昇
- 謝金燕
- 謝金晶
- 伍佰
- 蕭煌奇
- 蔡小虎
- 翁立友
- 秀蘭瑪雅
- 孫淑媚
- 王識賢
- 李千那
- 荒山亮
- 林生祥
- 謝銘祐
- 乱彈阿翔
- 黃大旺（黑狼、勸世阿伯）
- 李英宏
- 鄭宜農
- 魏如萱
- 盧廣仲
- 陳建瑋
- 大支
- 方順吉
- 向蕙玲
- 高浩哲
- 曹雅雯
- 許富凱
- 李婭莎
- ?te（壞特）
- 吳勇濱
- 欒克勇
- 陳以恆
- 江蕙
- 施文彬
- 阿吉仔
- 蔡義德
- 蔡秋鳳
- 陳嫺靜
- 魏暉倪
- 袁小迪
- 黃浩庭
- 林子威（DJ MR.GIN）
- 曾瑋中
- 蘇明淵
- 蔡家蓁
- 李竺芯

#### 樂團
- 新寶島康樂隊
- 黑名單工作室
- 伍佰&China Blue
- WHY NOT
- 五月天
- 蘇打綠
- 閃靈樂團
- 拷秋勤
- 農村武裝青年
- 旺福
- 滅火器樂團
- 濁水溪公社
- 董事長樂團
- 玖壹壹
- 茄子蛋
- 血肉果汁機
- 美秀集團
- 泥灘地浪人
- 槍擊潑辣
- 夕陽武士SunsetSamurai
- 淺堤shallow levée
- Theseus 忒修斯
- Random隨性樂團
- 拍謝少年
- 勸世宗親會
- 百合花
- 江東成名
- 必順鄉村
- 少女卡拉 Siàu lú khah lah
- 珂拉琪
- 草屯囝仔
- A_Root同根生
- 川秋沙Goosander
- 固定客
- EmptyORio
- SADOG
- 無妄合作社
- 裝咖人
- A Piece of Cake 256

## 外部連結
- 在台語老歌裡看見文學 看見歷史 （页面存档备份，存于）
- 台語歌的苦情意象 （页面存档备份，存于）
- 老傳統超前衛 台語歌向前行[永久]